# Алекса Мандушић
Џејк Алекс (енгл. Jake Allex, срп. Алекса Мандушић; Призрен, 13. јул 1887 — Чикаго, 28. август 1959) био је амерички пуковник српског порекла, добитник Медаље части због исказаног јунаштва и способности у Првом светском рату.

## Живот
Рођен је 1887. у Призрену (тада део Косовског вилајета у Османском царству) од оца Анђелка и мајке Велинке.
Мандушић је за војне заслуге одликован Медаљом части и разним другим америчким орденима.
Цитат са његове Медаље части гласи овако:
| „ | У критичном делу акције када су сви официри из његове дивизије постали жртве рата, пуковник Алекс преузео је команду над дивизијом и заједно с њима кренуо напред док нису били заустављени митраљеским мецима. Алекс је онда сам јуришао око тридесет метара иако су га гађали жестоко. Алекс је стигао до гнезда непријатеља и бајонетом је убио петорицу. Кад му се сломио бајонет, кундаком је сам заробио петнаест непријатељских војника. | ” |

Сахрањен је на манастирском гробљу у Либертивилу.